# ヒフキヨウジ
ヒフキヨウジ（学名：Trachyrhamphus serratus）は、トゲウオ目ヨウジウオ科に属する魚類の一種。

## 分布・生態
西太平洋、インド洋に分布する。日本では本州中部以南の海域に分布する。水深15m-100mの砂底、砂泥底、砂利底に生息する。雄は産卵嚢に卵を抱えて守る。魚卵、オキアミ、ミジンコなどの小型無脊椎動物を捕食する。

## 形態
体長は通常20cm、最大30cm。体色は黒褐色で、吻は短い。眼が大きく隆起し、眼の上には突起がある。体には暗色の横帯がある。胸鰭は14-19軟条で、腹鰭はなく、背鰭は24-29軟条。